# Chajrijja Saghira
Chajrijja Saghira (arab. خيرية صغيرة) – wieś w Syrii, w muhafazie Idlib. W 2004 roku liczyła 716 mieszkańców.